# Håvard Moseby
Håvard Moseby, född den 28 juli 1999 i Oslo, är en norsk längdskidåkare. Han tävlar för Kjelsås Il och representerar det norska landslaget.
Moseby debuterade i världscupen säsongen 2021/22. Den 29 december 2024 tog han sin första pallplats då han placerade sig trea i 15 km masstart.